# Jean de Gischala
Jean de Gischala (en hébreu : Yohanan mi Goush Halav) est un des chefs juifs lors de la Grande Révolte contre les Romains. Il est originaire de Goush Halav (Gischala), en haute Galilée.

## Biographie
Durant la Première Guerre judéo-romaine, les villes de Galilée tombent les unes après les autres, mais au début du siège de Giscala, Jean réussit à s'enfuir grâce à une ruse et rejoint les défenseurs de Jérusalem avec quelques-uns de ses partisans. Il y poursuit son combat jusqu'à la prise de la ville qui s'accompagne de la destruction du Temple de Jérusalem et de l'incendie de plusieurs quartiers.  Fait prisonnier par les Romains, il « fut condamné à la prison perpétuelle » après avoir dû participer au triomphe de Titus et Vespasien à Rome en compagnie de Simon Bargiora et de milliers de Juifs prisonniers. On ignore s'il est mort en prison ou en déportation, des milliers de Juifs ayant été déportés sur des îles de Méditerranée.